# Domenico II Contarini
Domenico II Contarini, född 1585, död 1674, var en venetiansk doge. Han var regerande doge av Venedig 1659–1674.